# Europese kampioenschappen judo 1963
De Europese kampioenschappen judo 1962 werden op 10 en 11 mei 1963 gehouden in Genève, Zwitserland. 

## Professionals
| Gewichtsklasse | Goud            | Zilver         | Brons                               |
| -------------- | --------------- | -------------- | ----------------------------------- |
| – 68 kg        | Aron Bogolyubov | Richard Bowen  | Robert Forestier Robert Dzhgamadze  |
| – 80 kg        | Jacques Noris   | George Kerr    | David Barnard Marcel Nottola        |
| + 80 kg        | Anton Geesink   | Willem Dadema  | Douglas Young Armin Lindner         |
| Open           | Anton Geesink   | Henk Warmerdam | Michel Yacoubovitch Helmut Howiller |

## Medailleklassement
| Plaats | Land                           | Goud | Zilver | Brons | Totaal |
| 1      | Nederland                      | 2    | 2      | 0     | 4      |
| 2      | Frankrijk                      | 1    | 0      | 3     | 4      |
| 3      | Sovjet-Unie                    | 1    | 0      | 1     | 2      |
| 4      | Oostenrijk                     | 0    | 1      | 0     | 1      |
| 5      | Verenigd Koninkrijk            | 0    | 2      | 2     | 4      |
| 6      | Duitse Democratische Republiek | 0    | 0      | 2     | 2      |
|        | Totaal                         | 4    | 4      | 8     | 16     |